# Leopold của Bayern
Leopold Maximilian Joseph Maria Arnulf, Vương tử của Bayern (9 tháng 2 năm 1846 – 28 tháng 9 năm 1930), sinh ra tại München, là con trai của Vương tử Nhiếp chính Luitpold von Bayern (1821 – 1912) và người vợ của ông này là Đại Công nương Augusta của Áo (1825 – 1864). Từng chỉ huy thành công một trung đoàn pháo binh Bayern trong cuộc Chiến tranh Pháp-Đức năm 1870 – 1871, ông được phong cấp bậc Thống chế vào năm 1905 và đã chỉ huy các lực lượng Đức và Áo-Hung trên Mặt trận phía Đông thời Chiến tranh thế giới thứ nhất. Dưới sự thống lĩnh của ông, phe Liên minh Trung tâm đã giành nhiều thắng lợi và cuối cùng cuộc chiến trên Mặt trận phía Đông đã kết thúc vào đầu tháng 3 năm 1918 khi Nga chấp nhận các điều khoản của Đức.

## Tiểu sử

### Sự nghiệp quân sự ban đầu
Vương tử Leopold, người cháu nội của vua Ludwig I đã gia nhập quân đội Bayern ở tuổi 15, và được phong quân hàm trung úy vào ngày 28 tháng 11 năm 1861. Ông đã tham gia chiến trận lần đầu tiên trong Chiến dịch Main của cuộc Chiến tranh Áo-Phổ năm 1866, khi mà ông chỉ huy một khẩu đội pháo của Bayern tại Kissingen và Roßbrunn.
Vào năm 1870, vua xứ Bayern là Ludwig II phái Leopold ra chiến trường nước Pháp, nơi quân đội Bayern liên minh chiến đấu với quân đội Phổ trong cuộc Chiến tranh Pháp-Đức. Ông đã phục vụ trong Trung đoàn Pháo binh số 3 của Bayern và tham chiến tại Sedan vào ngày 1 tháng 9. Tiếp theo đó, trong trận Villepion vào ngày 2 tháng 12, tuy chỉ có 4 khẩu đại bác vẫn còn hoạt động nhưng khẩu đội pháo dưới quyền ông đã cản bước tiến quân Pháp đến Nonneville. Nhờ 4 khẩu pháo của ông, một cuộc đột phá của quân Pháp đã bị ngăn chặn, mặc dù trận đánh kết thúc với chiến thắng chung cuộc của quân đội Pháp. Ông được phong quân hàm thiếu tá vào tháng 12 năm 1870 và tham chiến trong trận Beaugency từ ngày 8 cho đến ngày 10 tháng 12 năm 1870. Vì lòng dũng cảm của ông trong chiến đấu, ông được phong tặng Huân chương Thập tự Sắt cả hạng nhất lẫn hạng nhì, Huân chương Chiến công hạng nhất của Bayern, cùng với Thập tự Hiệp sĩ của Huân chương Quân sự Max Joseph, huân chương quân sự cao quý nhất của Bayern, và các huy chương đến từ các quốc gia khác tại Đức.
Cùng với thân phụ của ông là Luitpold, người đại diện cho Bayern, ông đã tham dự lễ thành lập Đế quốc Đức tại Phòng Gương ở điện Versailles, Pháp, vào ngày 18 tháng 1 năm 1871. Như thường lệ, vì la một thành viên trong vương tộc nên ông được thăng tiến nhanh chóng trên những bước đường binh nghiệp của mình. Trong những năm sau cuộc chiến, Vương tử Leopold giành phần lớn thời gian của mình để đi du lịch, ông đến thăm châu Phi, châu Á, và các nước châu Âu. Vào ngày 20 tháng 4 năm 1873, tại Viên, ông thành hôn với người em họ thứ hai của mình là Đại Công nương Gisela của Áo, con gái của Hoàng đế Franz Joseph I của Áo và Hoàng hậu Elisabeth. Ông tiếp tục phục vụ trong quân đội Bayern, ông lên cấp tướng vào năm 1887 và được bổ nhiệm làm Tư lệnh của Quân đoàn I. Vào năm 1895, ông được bổ nhiệm làm Cục trưởng Cục thanh tra quân đội IV, bao gồm các lực lượng Phổ và Bayern. Vào năm 1895, ông được lên quân hàm Đại tướng, và vào ngày Tết Dương lịch năm 1905, ông đã được Hoàng đế Wilhelm II của Đức ban chiếc gậy Thống chế (Generalfeldmarschall). Ông rời khỏi quân ngũ vào tháng 3 năm 1913, hai năm sau lễ kỷ niệm 50 năm phục vụ quân đội của ông.

### Chiến tranh thế giới thứ nhất
Tuy nhiên, thời gian nghỉ hưu của Vương tử Leopold không dài lâu. Vào ngày 16 tháng 4 năm 1915, ông được lãnh quyền chỉ huy của Tập đoàn quân số 9 của Đức, thay cho tướng August von Mackensen. Leopold nhanh chóng thể hiện tài dụng binh của mình: ông đánh chiếm Warzsawa vào ngày 4 tháng 8 năm 1915. Tiếp theo sau thắng lợi này, các lực lượng dưới quyền ông đánh chiếm các pháo đài Novogeorgievsk và Ivangorod. Sau đó, Erich von Falkenhayn – Tổng tham mưu trưởng quân đội Đức – bổ nhiệm ông làm tư lệnh của Cụm tập đoàn quân Vương tử Leopold xứ Bayern (Heeresgruppe Prinz Leopold von Bayern), bao gồm một lực lượng hỗn hợp của Đức - Áo-Hung ở khu vực trung tâm trên Mặt trận phía Đông. Điều này mang tính chất của một nỗ lực của Fallkenhayn nhằm cắt giảm ảnh hưởng của Hindenburg và Ludendorff, hai người có quan điểm đối lập với chiến lược của Falkenhayn, hơn là sự thừa nhận của Falkenhayn đối với tài năng của Leopold. Sau khi lãnh chức Tư lệnh Cụm tập đoàn quân, ông đã đánh bật quân Nga tới Minsk. Ông được tặng thưởng Đại Thập tự của Huân chương Quân sự Max Joseph vào ngày 5 tháng 8 năm 1915, Huân chương Quân công, huân chương quân sự cao quý nhất của Phổ, vào ngày 9 tháng 8 năm 1915 và bó sồi gắn vào Huân chương Quân công danh giá vào ngày 25 tháng 7 năm 1917.
Vào năm 1916, sau khi mặt trận Áo-Hung bị tan rã trong Chiến dịch tấn công Brusilov của quân đội Nga, Leopold quyết định phải phòng ngự ở mặt trận này. Các lực lượng của Leopold cuối cùng đã chặn được bước tiến của quân Nga gần Baranovichi. Vào ngày 29 tháng 8 năm 1916, sau khi Thống chế Hindenburg được bổ nhiệm làm Tổng tham mưu trưởng quân đội Đức thay thế cho Falkenhayn, Leopold được bổ nhiệm làm Tư lệnh Tối cao của tất cả các lực lượng trên Mặt trận phía Đông (Oberbefehlshaber Ost), gồm cả hai tập đoàn quân Áo-Hung trên một mặt trận kéo dài từ biển Ban Tích đến dãy núi Karpath. Leopold giữ chức vụ này trong khoảng thời gian còn lại của cuộc chiến. Đại tá Max Hoffmann, người tham mưu trưởng của ông, đã có ảnh hưởng rất to lớn đến ông. Vào ngày 4 tháng 3 năm 1918, Leopold lại được nhận một phần thưởng cao quý nữa, Đại Thập tự của Huân chương Thập tự Sắt, vốn chỉ được trao tặng 5 lần trong cuộc Chiến tranh thế giới thứ nhất.
Vào tháng 4 năm 1917, Vương tử Leopold tiến hành một chiến dịch tấn công thắng lợi qua sông Stokhod gần Toboly. Vào tháng 7, ông lại phát động một chiến dịch tấn công, và kết thúc vào tháng sau với việc quân Nga bị đẩy lùi khỏi Galicia và Bukovina. Vào tháng 9, quân đội Đức đánh chiếm Riga và tiến vào vùng Ban Tích. Vào ngày 26 tháng 11, chính quyền Bolshevik mới thành lập của Nga ký kết một hiệp định đình chiến với Đức. Tuy nhiên, hiệp định đình chiến kết thúc vào tháng 2 năm 1918, khi quân Đức tiếp tục tấn công, đánh chiếm cả Estonia lẫn Litva và đánh lui quân Nga về phía sau sông Dnepr. Quân Đức cũng chiếm được cả bán đảo Krym và Ukraina. Leopold giải ngũ một lần nữa vào năm 1918, sau khi ký kết Hòa ước Brest-Litovsky – bản hòa ước chấm dứt cuộc chiến trên Mặt trận phía Đông. Các điều khoản của hòa ước này rất thuận lợi cho Đức, và Leopold đã chấm dứt sự nghiệp của mình với thành công. Ông từ trần vào ngày 28 tháng 9 năm 1930 tại München, và được mai táng tại nghĩa trang Colombarium ở Nhà thờ Thánh Michael (Michaelskirche) ở München.

## Các cấp bậc quân sự
- Thiếu úy: 28 tháng 11 năm 1861
- Trung úy: 5 tháng 6 1864
- Đại úy: 28 tháng 4 năm 1867
- Thiếu tá: 11 tháng 12 năm 1870
- Thượng tá: 27 tháng 3 năm 1871
- Đại tá: 18 tháng 2 năm 1873
- Thiếu tướng: 1 tháng 11 năm 1875
- Trung tướng: 16 tháng 6 năm 1881
- Thượng tướng kỵ binh: 2 tháng 3 năm 1887
- Thượng tướng: 9 tháng 2 năm 1896
- Thống chế: 1 tháng 1 năm 1905

## Gia đình
Đầu thập niên 1870 một đám cưới giữa hoàng thân Leopold và công nương Amalie của Sachsen-Coburg và Gotha (1848–1894) được hoạch định. Nhưng mà người em trai nhỏ tuổi nhất của hoàng hậu Áo-Hung Elisabeth (Sisi), Maximilian Emanuel, Công tước của Bayern, lại say mê và muốn cưới cô ta. Để giải quyết tình trạng éo le và để làm cho mọi người được hài lòng, hoàng hậu Elisabeth đã can thiệp vào. Bà ta mời Leopold tới lâu đài Gödöllö, nơi mà công chúa Gisela (1856–1932), con gái của bà cũng có mặt. Hoàng thân Leopold khó mà có thể từ chối lấy nàng công chúa, một phần cũng vì viễn cảnh được trở thành con rể của hoàng đế Áo-Hung. Đối với ông ta đây không chỉ là một lợi ích về tư thế mà còn về mặt tài chánh. Chỉ riêng của hồi môn của ông bà công chúa Gisela đã nhận được nửa triệu Gulden, chưa kể tiền bạc của hoàng đế Franz Joseph I. Vào tháng 4 năm 1873 đám cưới được ăn mừng tại kinh thànhViên.
Vương tử Leopold và vợ ông Gisela có bốn người con:
- Công chúa Elisabeth Marie của Bayern (1874 – 1957), kết hôn với Otto Ludwig Philipp Graf von Seefried auf Buttenheim
- Công chúa Auguste Maria của Bayern (1875 – 1964), kết hôn với Đại Công tước Joseph August của Áo
- Vương tử Georg của Bayern (1880 – 1943), kết hôn với Đại Công nương Isabella của Áo
- Vương tử Konrad của Bayern (1883 – 1969), kết hôn với Công nương Bona Margherita của Savoie-Genova

## Quyền kế vị Hy Lạp
Dựa theo các điều khoản của Hiến pháp Hy Lạp năm 1843, Leopold cũng là người thừa kế của ông vua bị hạ bệ Óthon của Hy Lạp. Do người anh của ông là Ludwig đã từ bỏ một quyền kế vị ngai vàng Ht Lạp và do Hiến pháp Hy Lạp cấm quân vương của nước mình là vua một nước khác (Ludwig đã lên ngôi Quốc vương Bayern), Leopold trên thực tế đã hưởng thụ quyền kế vị Óthon, vị vua bị hạ bệ của Hy Lạp, mà anh trai ông đã khước từ. Sau khi ông qua đời, quyền kế vị ngai vàng Hy Lạp của ông được con mình là Georg thừa hưởng.

## Tổ phụ
| \| \| \| \| \| \| \| \| \| \| \| \| \| \| \| \| \| \| \| \| 16. Friedrich Michael, Bá tước xứ Pfalz-Zweibrücken \| \| \| \| \| \| \| \| \| \| \| \| \| \| \| \| \| \| \| \| \| \| \| \| \| \| \| \| \| \| \| \| \| \| \| \| \| \| \| \| \| \| \| \| \| \| \| \| \| \| \| \| \| \| 8. Maximilian I Joseph của Bayern \| \| \| \| \| \| \| \| \| \| \| \| \| \| \| \| \| \| \| \| \| \| \| \| \| \| \| \| \| \| \| \| \| \| \| \| \| \| \| \| \| \| \| \| \| \| \| \| \| \| \| \| \| \| 17. Nữ Bá tước Maria Franziska xứ Pfalz-Sulzbach \| \| \| \| \| \| \| \| \| \| \| \| \| \| \| \| \| \| \| \| \| \| \| \| \| \| \| \| \| \| \| \| \| \| \| \| \| \| \| \| \| \| \| \| \| \| \| \| \| \| \| \| \| \| 4. Ludwig I của Bayern \| \| \| \| \| \| \| \| \| \| \| \| \| \| \| \| \| \| \| \| \| \| \| \| \| \| \| \| \| \| \| \| \| \| \| \| \| \| \| \| \| \| \| \| \| \| \| \| \| \| \| \| \| \| 18. Bá tước Georg Wilhelm Hesse-Darmstadt \| \| \| \| \| \| \| \| \| \| \| \| \| \| \| \| \| \| \| \| \| \| \| \| \| \| \| \| \| \| \| \| \| \| \| \| \| \| \| \| \| \| \| \| \| \| \| \| \| \| \| \| \| \| 9. Nữ Bá tước Augusta Wilhelmine xứ Hesse-Darmstadt \| \| \| \| \| \| \| \| \| \| \| \| \| \| \| \| \| \| \| \| \| \| \| \| \| \| \| \| \| \| \| \| \| \| \| \| \| \| \| \| \| \| \| \| \| \| \| \| \| \| \| \| \| \| 19. Nữ Bá tước Maria Luise Albertine xứ Leiningen-Dagsburg-Falkenburg \| \| \| \| \| \| \| \| \| \| \| \| \| \| \| \| \| \| \| \| \| \| \| \| \| \| \| \| \| \| \| \| \| \| \| \| \| \| \| \| \| \| \| \| \| \| \| \| \| \| \| \| \| \| 2. Luitpold, Vương tử Nhiếp chính của Bayern \| \| \| \| \| \| \| \| \| \| \| \| \| \| \| \| \| \| \| \| \| \| \| \| \| \| \| \| \| \| \| \| \| \| \| \| \| \| \| \| \| \| \| \| \| \| \| \| \| \| \| \| \| \| 20. Ernst Friedrich III, Công tước xứ Sachsen -Hildburghausen \| \| \| \| \| \| \| \| \| \| \| \| \| \| \| \| \| \| \| \| \| \| \| \| \| \| \| \| \| \| \| \| \| \| \| \| \| \| \| \| \| \| \| \| \| \| \| \| \| \| \| \| \| \| 10. Friedrich, Công tước xứ Saxe-Altenburg \| \| \| \| \| \| \| \| \| \| \| \| \| \| \| \| \| \| \| \| \| \| \| \| \| \| \| \| \| \| \| \| \| \| \| \| \| \| \| \| \| \| \| \| \| \| \| \| \| \| \| \| \| \| 21. Công nương Ernestine xứ Sachsen-Weimar \| \| \| \| \| \| \| \| \| \| \| \| \| \| \| \| \| \| \| \| \| \| \| \| \| \| \| \| \| \| \| \| \| \| \| \| \| \| \| \| \| \| \| \| \| \| \| \| \| \| \| \| \| \| 5. Therese of Saxe-Hildburghausen \| \| \| \| \| \| \| \| \| \| \| \| \| \| \| \| \| \| \| \| \| \| \| \| \| \| \| \| \| \| \| \| \| \| \| \| \| \| \| \| \| \| \| \| \| \| \| \| \| \| \| \| \| \| 22. Karl II, Đại Công tước xứ Mecklenburg \| \| \| \| \| \| \| \| \| \| \| \| \| \| \| \| \| \| \| \| \| \| \| \| \| \| \| \| \| \| \| \| \| \| \| \| \| \| \| \| \| \| \| \| \| \| \| \| \| \| \| \| \| \| 11. Quận chúa Charlotte Georgine xứ Mecklenburg-Strelitz \| \| \| \| \| \| \| \| \| \| \| \| \| \| \| \| \| \| \| \| \| \| \| \| \| \| \| \| \| \| \| \| \| \| \| \| \| \| \| \| \| \| \| \| \| \| \| \| \| \| \| \| \| \| 23. Công nương Friederike xứ Hesse-Darmstadt \| \| \| \| \| \| \| \| \| \| \| \| \| \| \| \| \| \| \| \| \| \| \| \| \| \| \| \| \| \| \| \| \| \| \| \| \| \| \| \| \| \| \| \| \| \| \| \| \| \| \| \| \| \| 1. Vương tử Leopold của Bayern \| \| \| \| \| \| \| \| \| \| \| \| \| \| \| \| \| \| \| \| \| \| \| \| \| \| \| \| \| \| \| \| \| \| \| \| \| \| \| \| \| \| \| \| \| \| \| \| \| \| \| \| \| \| 24. Leopold II, Hoàng đế La Mã Thần thánh \| \| \| \| \| \| \| \| \| \| \| \| \| \| \| \| \| \| \| \| \| \| \| \| \| \| \| \| \| \| \| \| \| \| \| \| \| \| \| \| \| \| \| \| \| \| \| \| \| \| \| \| \| \| 12. Fernando III, Đại Công tước xứ Toscana \| \| \| \| \| \| \| \| \| \| \| \| \| \| \| \| \| \| \| \| \| \| \| \| \| \| \| \| \| \| \| \| \| \| \| \| \| \| \| \| \| \| \| \| \| \| \| \| \| \| \| \| \| \| 25. Maria Luisa của Tây Ban Nha \| \| \| \| \| \| \| \| \| \| \| \| \| \| \| \| \| \| \| \| \| \| \| \| \| \| \| \| \| \| \| \| \| \| \| \| \| \| \| \| \| \| \| \| \| \| \| \| \| \| \| \| \| \| 6. Leopold II, Grand Duke of Tuscany \| \| \| \| \| \| \| \| \| \| \| \| \| \| \| \| \| \| \| \| \| \| \| \| \| \| \| \| \| \| \| \| \| \| \| \| \| \| \| \| \| \| \| \| \| \| \| \| \| \| \| \| \| \| 26. Ferdinando I của Nhị Sicilia \| \| \| \| \| \| \| \| \| \| \| \| \| \| \| \| \| \| \| \| \| \| \| \| \| \| \| \| \| \| \| \| \| \| \| \| \| \| \| \| \| \| \| \| \| \| \| \| \| \| \| \| \| \| 13. Luisa Maria di Borbone \| \| \| \| \| \| \| \| \| \| \| \| \| \| \| \| \| \| \| \| \| \| \| \| \| \| \| \| \| \| \| \| \| \| \| \| \| \| \| \| \| \| \| \| \| \| \| \| \| \| \| \| \| \| 27. Maria Carolina của Áo \| \| \| \| \| \| \| \| \| \| \| \| \| \| \| \| \| \| \| \| \| \| \| \| \| \| \| \| \| \| \| \| \| \| \| \| \| \| \| \| \| \| \| \| \| \| \| \| \| \| \| \| \| \| 3. Đại Công nương Auguste Ferdinande của Áo \| \| \| \| \| \| \| \| \| \| \| \| \| \| \| \| \| \| \| \| \| \| \| \| \| \| \| \| \| \| \| \| \| \| \| \| \| \| \| \| \| \| \| \| \| \| \| \| \| \| \| \| \| \| 28. Friedrich Christian, Tuyển hầu tước xứ Sachsen \| \| \| \| \| \| \| \| \| \| \| \| \| \| \| \| \| \| \| \| \| \| \| \| \| \| \| \| \| \| \| \| \| \| \| \| \| \| \| \| \| \| \| \| \| \| \| \| \| \| \| \| \| \| 14. Maximilian, Thái tử Sachsen \| \| \| \| \| \| \| \| \| \| \| \| \| \| \| \| \| \| \| \| \| \| \| \| \| \| \| \| \| \| \| \| \| \| \| \| \| \| \| \| \| \| \| \| \| \| \| \| \| \| \| \| \| \| 29. Maria Antonia xứ Bayern \| \| \| \| \| \| \| \| \| \| \| \| \| \| \| \| \| \| \| \| \| \| \| \| \| \| \| \| \| \| \| \| \| \| \| \| \| \| \| \| \| \| \| \| \| \| \| \| \| \| \| \| \| \| 7. Công chúa Maria Anna của Sachsen \| \| \| \| \| \| \| \| \| \| \| \| \| \| \| \| \| \| \| \| \| \| \| \| \| \| \| \| \| \| \| \| \| \| \| \| \| \| \| \| \| \| \| \| \| \| \| \| \| \| \| \| \| \| 30. Ferdinand, Công tước xứ Parma \| \| \| \| \| \| \| \| \| \| \| \| \| \| \| \| \| \| \| \| \| \| \| \| \| \| \| \| \| \| \| \| \| \| \| \| \| \| \| \| \| \| \| \| \| \| \| \| \| \| \| \| \| \| 15. Công nương Caroline xứ Parma \| \| \| \| \| \| \| \| \| \| \| \| \| \| \| \| \| \| \| \| \| \| \| \| \| \| \| \| \| \| \| \| \| \| \| \| \| \| \| \| \| \| \| \| \| \| \| \| \| \| \| \| \| \| 31. Đại Công nương Maria Amalia của Áo \| \| \| \| \| \| \| \| \| \| \| \| \| \| \| \| \| \| \| \| \| \| \| \| \| \| \| \| \| \| \| \| \| \| \| \| \| \| \| \| \| \| \| \| \| \| \| \| \| \| \| \| |                                                                       |  |  |  |  |  |  |  |  |  |  |  |  |  |  |  |
| |                                                                       |  |  |  |  |  |  |  |  |  |  |  |  |  |  |  |
| | 16. Friedrich Michael, Bá tước xứ Pfalz-Zweibrücken                   |  |  |  |  |  |  |  |  |  |  |  |  |  |  |  |
| |                                                                       |  |  |  |  |  |  |  |  |  |  |  |  |  |  |  |
| |                                                                       |  |  |  |  |  |  |  |  |  |  |  |  |  |  |  |
| | 8. Maximilian I Joseph của Bayern                                     |  |  |  |  |  |  |  |  |  |  |  |  |  |  |  |
| |                                                                       |  |  |  |  |  |  |  |  |  |  |  |  |  |  |  |
| |                                                                       |  |  |  |  |  |  |  |  |  |  |  |  |  |  |  |
| | 17. Nữ Bá tước Maria Franziska xứ Pfalz-Sulzbach                      |  |  |  |  |  |  |  |  |  |  |  |  |  |  |  |
| |                                                                       |  |  |  |  |  |  |  |  |  |  |  |  |  |  |  |
| |                                                                       |  |  |  |  |  |  |  |  |  |  |  |  |  |  |  |
| | 4. Ludwig I của Bayern                                                |  |  |  |  |  |  |  |  |  |  |  |  |  |  |  |
| |                                                                       |  |  |  |  |  |  |  |  |  |  |  |  |  |  |  |
| |                                                                       |  |  |  |  |  |  |  |  |  |  |  |  |  |  |  |
| | 18. Bá tước Georg Wilhelm Hesse-Darmstadt                             |  |  |  |  |  |  |  |  |  |  |  |  |  |  |  |
| |                                                                       |  |  |  |  |  |  |  |  |  |  |  |  |  |  |  |
| |                                                                       |  |  |  |  |  |  |  |  |  |  |  |  |  |  |  |
| | 9. Nữ Bá tước Augusta Wilhelmine xứ Hesse-Darmstadt                   |  |  |  |  |  |  |  |  |  |  |  |  |  |  |  |
| |                                                                       |  |  |  |  |  |  |  |  |  |  |  |  |  |  |  |
| |                                                                       |  |  |  |  |  |  |  |  |  |  |  |  |  |  |  |
| | 19. Nữ Bá tước Maria Luise Albertine xứ Leiningen-Dagsburg-Falkenburg |  |  |  |  |  |  |  |  |  |  |  |  |  |  |  |
| |                                                                       |  |  |  |  |  |  |  |  |  |  |  |  |  |  |  |
| |                                                                       |  |  |  |  |  |  |  |  |  |  |  |  |  |  |  |
| | 2. Luitpold, Vương tử Nhiếp chính của Bayern                          |  |  |  |  |  |  |  |  |  |  |  |  |  |  |  |
| |                                                                       |  |  |  |  |  |  |  |  |  |  |  |  |  |  |  |
| |                                                                       |  |  |  |  |  |  |  |  |  |  |  |  |  |  |  |
| | 20. Ernst Friedrich III, Công tước xứ Sachsen -Hildburghausen         |  |  |  |  |  |  |  |  |  |  |  |  |  |  |  |
| |                                                                       |  |  |  |  |  |  |  |  |  |  |  |  |  |  |  |
| |                                                                       |  |  |  |  |  |  |  |  |  |  |  |  |  |  |  |
| | 10. Friedrich, Công tước xứ Saxe-Altenburg                            |  |  |  |  |  |  |  |  |  |  |  |  |  |  |  |
| |                                                                       |  |  |  |  |  |  |  |  |  |  |  |  |  |  |  |
| |                                                                       |  |  |  |  |  |  |  |  |  |  |  |  |  |  |  |
| | 21. Công nương Ernestine xứ Sachsen-Weimar                            |  |  |  |  |  |  |  |  |  |  |  |  |  |  |  |
| |                                                                       |  |  |  |  |  |  |  |  |  |  |  |  |  |  |  |
| |                                                                       |  |  |  |  |  |  |  |  |  |  |  |  |  |  |  |
| | 5. Therese of Saxe-Hildburghausen                                     |  |  |  |  |  |  |  |  |  |  |  |  |  |  |  |
| |                                                                       |  |  |  |  |  |  |  |  |  |  |  |  |  |  |  |
| |                                                                       |  |  |  |  |  |  |  |  |  |  |  |  |  |  |  |
| | 22. Karl II, Đại Công tước xứ Mecklenburg                             |  |  |  |  |  |  |  |  |  |  |  |  |  |  |  |
| |                                                                       |  |  |  |  |  |  |  |  |  |  |  |  |  |  |  |
| |                                                                       |  |  |  |  |  |  |  |  |  |  |  |  |  |  |  |
| | 11. Quận chúa Charlotte Georgine xứ Mecklenburg-Strelitz              |  |  |  |  |  |  |  |  |  |  |  |  |  |  |  |
| |                                                                       |  |  |  |  |  |  |  |  |  |  |  |  |  |  |  |
| |                                                                       |  |  |  |  |  |  |  |  |  |  |  |  |  |  |  |
| | 23. Công nương Friederike xứ Hesse-Darmstadt                          |  |  |  |  |  |  |  |  |  |  |  |  |  |  |  |
| |                                                                       |  |  |  |  |  |  |  |  |  |  |  |  |  |  |  |
| |                                                                       |  |  |  |  |  |  |  |  |  |  |  |  |  |  |  |
| | 1. Vương tử Leopold của Bayern                                        |  |  |  |  |  |  |  |  |  |  |  |  |  |  |  |
| |                                                                       |  |  |  |  |  |  |  |  |  |  |  |  |  |  |  |
| |                                                                       |  |  |  |  |  |  |  |  |  |  |  |  |  |  |  |
| | 24. Leopold II, Hoàng đế La Mã Thần thánh                             |  |  |  |  |  |  |  |  |  |  |  |  |  |  |  |
| |                                                                       |  |  |  |  |  |  |  |  |  |  |  |  |  |  |  |
| |                                                                       |  |  |  |  |  |  |  |  |  |  |  |  |  |  |  |
| | 12. Fernando III, Đại Công tước xứ Toscana                            |  |  |  |  |  |  |  |  |  |  |  |  |  |  |  |
| |                                                                       |  |  |  |  |  |  |  |  |  |  |  |  |  |  |  |
| |                                                                       |  |  |  |  |  |  |  |  |  |  |  |  |  |  |  |
| | 25. Maria Luisa của Tây Ban Nha                                       |  |  |  |  |  |  |  |  |  |  |  |  |  |  |  |
| |                                                                       |  |  |  |  |  |  |  |  |  |  |  |  |  |  |  |
| |                                                                       |  |  |  |  |  |  |  |  |  |  |  |  |  |  |  |
| | 6. Leopold II, Grand Duke of Tuscany                                  |  |  |  |  |  |  |  |  |  |  |  |  |  |  |  |
| |                                                                       |  |  |  |  |  |  |  |  |  |  |  |  |  |  |  |
| |                                                                       |  |  |  |  |  |  |  |  |  |  |  |  |  |  |  |
| | 26. Ferdinando I của Nhị Sicilia                                      |  |  |  |  |  |  |  |  |  |  |  |  |  |  |  |
| |                                                                       |  |  |  |  |  |  |  |  |  |  |  |  |  |  |  |
| |                                                                       |  |  |  |  |  |  |  |  |  |  |  |  |  |  |  |
| | 13. Luisa Maria di Borbone                                            |  |  |  |  |  |  |  |  |  |  |  |  |  |  |  |
| |                                                                       |  |  |  |  |  |  |  |  |  |  |  |  |  |  |  |
| |                                                                       |  |  |  |  |  |  |  |  |  |  |  |  |  |  |  |
| | 27. Maria Carolina của Áo                                             |  |  |  |  |  |  |  |  |  |  |  |  |  |  |  |
| |                                                                       |  |  |  |  |  |  |  |  |  |  |  |  |  |  |  |
| |                                                                       |  |  |  |  |  |  |  |  |  |  |  |  |  |  |  |
| | 3. Đại Công nương Auguste Ferdinande của Áo                           |  |  |  |  |  |  |  |  |  |  |  |  |  |  |  |
| |                                                                       |  |  |  |  |  |  |  |  |  |  |  |  |  |  |  |
| |                                                                       |  |  |  |  |  |  |  |  |  |  |  |  |  |  |  |
| | 28. Friedrich Christian, Tuyển hầu tước xứ Sachsen                    |  |  |  |  |  |  |  |  |  |  |  |  |  |  |  |
| |                                                                       |  |  |  |  |  |  |  |  |  |  |  |  |  |  |  |
| |                                                                       |  |  |  |  |  |  |  |  |  |  |  |  |  |  |  |
| | 14. Maximilian, Thái tử Sachsen                                       |  |  |  |  |  |  |  |  |  |  |  |  |  |  |  |
| |                                                                       |  |  |  |  |  |  |  |  |  |  |  |  |  |  |  |
| |                                                                       |  |  |  |  |  |  |  |  |  |  |  |  |  |  |  |
| | 29. Maria Antonia xứ Bayern                                           |  |  |  |  |  |  |  |  |  |  |  |  |  |  |  |
| |                                                                       |  |  |  |  |  |  |  |  |  |  |  |  |  |  |  |
| |                                                                       |  |  |  |  |  |  |  |  |  |  |  |  |  |  |  |
| | 7. Công chúa Maria Anna của Sachsen                                   |  |  |  |  |  |  |  |  |  |  |  |  |  |  |  |
| |                                                                       |  |  |  |  |  |  |  |  |  |  |  |  |  |  |  |
| |                                                                       |  |  |  |  |  |  |  |  |  |  |  |  |  |  |  |
| | 30. Ferdinand, Công tước xứ Parma                                     |  |  |  |  |  |  |  |  |  |  |  |  |  |  |  |
| |                                                                       |  |  |  |  |  |  |  |  |  |  |  |  |  |  |  |
| |                                                                       |  |  |  |  |  |  |  |  |  |  |  |  |  |  |  |
| | 15. Công nương Caroline xứ Parma                                      |  |  |  |  |  |  |  |  |  |  |  |  |  |  |  |
| |                                                                       |  |  |  |  |  |  |  |  |  |  |  |  |  |  |  |
| |                                                                       |  |  |  |  |  |  |  |  |  |  |  |  |  |  |  |
| | 31. Đại Công nương Maria Amalia của Áo                                |  |  |  |  |  |  |  |  |  |  |  |  |  |  |  |
| |                                                                       |  |  |  |  |  |  |  |  |  |  |  |  |  |  |  |
| |                                                                       |  |  |  |  |  |  |  |  |  |  |  |  |  |  |  |